# Université de Bucarest
L'université de Bucarest est l'une des plus prestigieuses universités publiques en Roumanie, fondée en 1864. Elle est située dans le centre-ville de Bucarest, sur la place de l'Université.

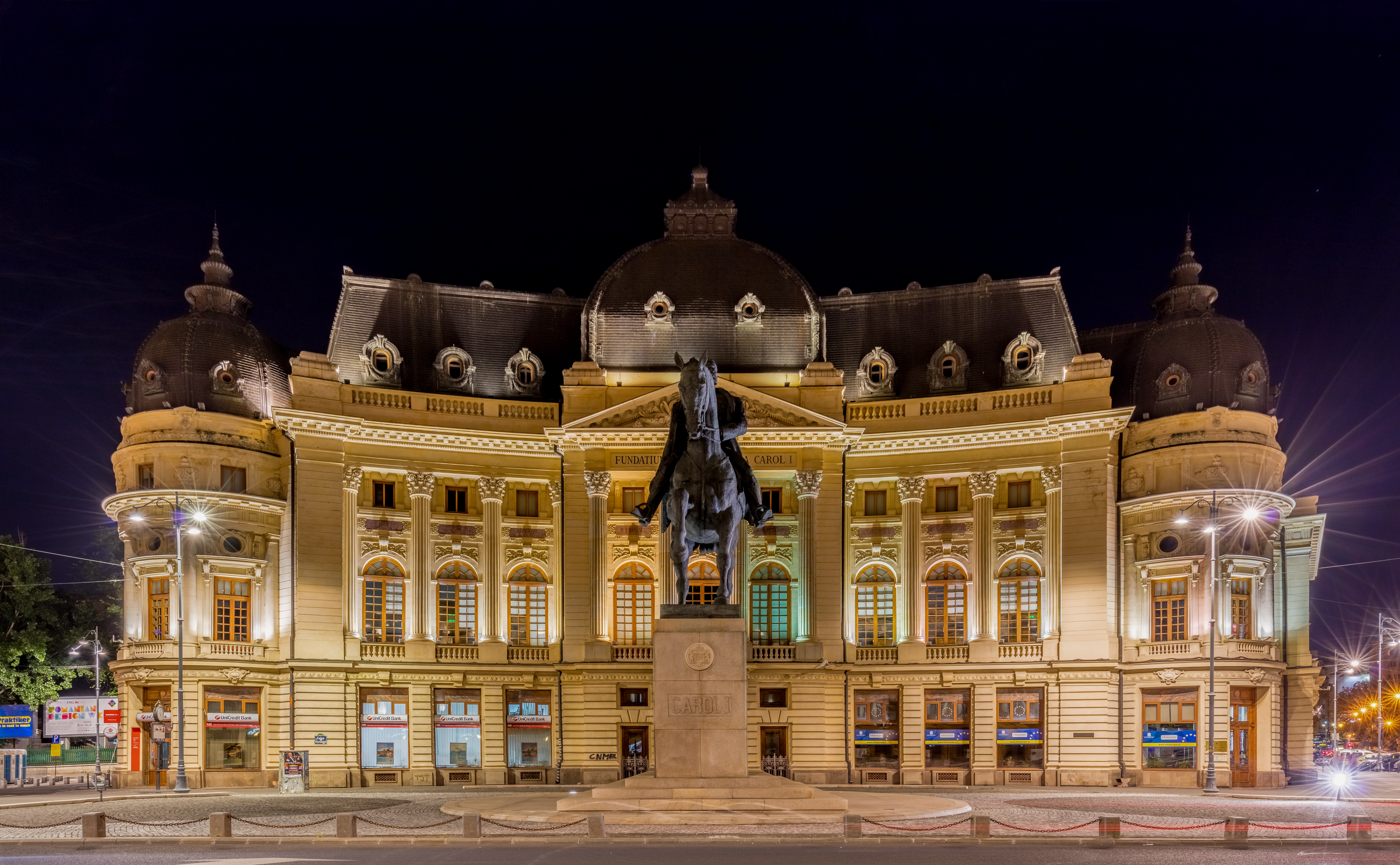
Façade de la bibliothèque de
l'université de Bucarest, avec une statue de Carol Ier, en 2016.

Les diplômes accordés par l’université de Bucarest sont reconnus dans beaucoup de pays,.
Dans le classement Quacquarelli Symonds (publié par The Times Higher Education Supplement), l’université de Bucarest se situait à la 501e place/600 en 2009, donc elle est considérée comme une des 600 meilleures universités du monde. C'est la plus haute position d'une université roumaine dans le classement QS ; parmi les universités roumaines, elle est suivie par l'université Babeș-Bolyai à la place 601+.

## Historique
L'université de Bucarest est fondée sur l'endroit jadis occupé par une autre institution d'enseignement supérieur, l'Académie princière de Bucarest. L'Académie est établie en 1694 par le prince de Valachie, Constantin II Brâncoveanu, dans les bâtiments du monastère "Saint Sava", avec des cours tenues dans la langue grec ancien. Elle devient un centre régional important pour la propagation de la culture grecque. Dans le XIXe siècle, l'importance de la culture grecque dans la société roumaine est remplacée par un nationalisme autochtone, ce qui signifie le fin pour l'Académie, qui est remplacée, en 1818, par le Collège de Saint Sava, une école supérieure avec des courses en roumain. En 1864, Alexandre Jean Cuza sépare le Collège en deux : l'université de Bucarest et le Collège national Saint-Sava.